# 布拉克利
布拉克利（英語：Brackley），英國城市，位於英格蘭北安普敦郡，距牛津有19英里（31），距北安普敦有22英里（35）。2011年，布萊克利有人口13,018人。